# Zdaleka
Zdaleka (v originále Desde allá) je venezuelsko-mexický hraný film z roku 2015, který režíroval Lorenzo Vigas podle knihy mexického spisovatele Guillerma Arriagy. Snímek měl světovou premiéru na Mezinárodním filmovém festivalu v Benátkách 10. září 2015, kde získal Zlatého lva jako první latinskoamerický film.

## Děj
Armando je postarší zubní technik. Žije sám a po práci se potuluje po chudších čtvrtích Caracasu, kde hledá mladé muže. Armando jim platí za to, že s ním jdou do jeho bytu. Když se Armando dozví o návratu svého otce do Caracasu, jeho dosavadní život je vyveden z rovnováhy. Kvůli traumatizujícímu zážitku z dětství se snaží pomstít, zatímco jeho sestra, kterou potkal stejný osud, se připravuje na adopci dítěte a sní o normálním rodinném životě. Armando tajně sleduje svého otce, který se pohybuje mezi hlídanou vilou na bohatém předměstí a moderní kancelářskou budovou v centru města. Jednoho dne Armando potká 17letého Eldera, který ho doma napadne a okrade. Armando však Eldera i nadále vyhledá. Ten pracuje v autoservisu a žije se svou matkou. Armando mladíka finančně podporuje, daruje mu 12 000 bolívarů, aby si mohl koupit auto. Poté, co byl zmlácen, se ho Armando ujme a ubytuje u sebe doma. Elder se dozví o narušeném vztahu Armanda s jeho otcem. Jednoho dne Elder sdělí Armandovi, že zabil jeho nenáviděného otce jako důkaz lásky k němu.

## Obsazení
| Alfredo Castro    | Armando        |
| Luis Silva        | Elder          |
| Jericó Montilla   | Ameila         |
| Catherine Cardozo | Maria          |
| Marcos Moreno     | Manuel         |
| Jorge Luis Bosque | Fernando       |
| Felipe Massiani   | Javier Marcano |
| Auffer Camacho    | Mermelada      |
| Ivan Peña         | Yoni           |
| Greymer Acosta    | Palma          |
| Joretsis Ibarra   | Deysi          |

## Ocenění
- Benátský filmový festival – Zlatý lev (Lorenzo Vigas)
- Festival de Biarritz Amérique Latine: nejlepší herec (Luis Silva)
- Mezinárodní filmový festival v San Sebastiánu: zvláštní uznání
- Mezinárodní filmový festival Thessaloniki: nejlepší herec (Alfredo Castro), nejlepší scénář (Lorenzo Vigas)
- Havanský filmový festival: nejlepší Erstlingswerk (Lorenzo Vigas)
- Miami Film Festival: nejlepší scénář (Lorenzo Vigas)
- Film byl vybrán jako venezuelský kandidát na oscarovou nominaci v kategorii nejlepší cizojazyčný film, ale nedostal se do užšího výběru.